# Rejon Cimișlia
Rejon Cimișlia – rejon administracyjny w południowej Mołdawii.

## Demografia
Liczba ludności w poszczególnych latach:
| 1959   | 1970   | 1979   | 1989   | 2004   | 2014   |
| ------ | ------ | ------ | ------ | ------ | ------ |
| 49 624 | 63 048 | 65 667 | 65 267 | 60 925 | 60 800 |